# Já taky
Já taky (španělsky Yo, también) je španělský film přibližující divákům svět lidí postiženým Downovým syndromem. Hlavní roli postiženého, který má ovšem vystudovanou vysokou školu, v něm hraje Pablo Pineda, který tímto syndromem sám trpí a byl prvním Evropanem s Downovým syndromem, který získal vysokoškolský titul.